# Turn It on Again
Turn It on Again es un sencillo del grupo británico Genesis, de su álbum Duke de 1980. La letra, escrita por Mike Rutherford, trata sobre un hombre que no hace otra cosa que ver televisión. Se obsesiona con la gente que ve en ella, creyendo que son sus amigos.